# 郭碧勋
郭碧勛（1968年2月—），男，汉族，湖南汉寿人，中华人民共和国政治人物。曾任常德市人民政府副市长。

## 生平
郭碧勋早年在湖南省常德市崇德中学（原常德纺织机械厂子弟学校）任教，1988年后，先后在湖南省常德纺织机械厂工作，历任该厂团委副书记、团委书记、摇架分厂冲一车间党支部书记。
1996年正式步入政坛，先后出任中共常德市委宣传部干部、文明办副主任、办公室副主任、党教科科长、办公室主任、副处级纪检员、副部长兼副处级纪检员。2006年，在中共中央宣传部挂职副处长。2009年，升任中共常德市委宣传部常务副部长。2011年，下放出任中共桃源县委副书记2013年，改任中共石门县委副书记、县长。
2020年，担任中共石门县委书记，二级巡视员，在石门县任内，他因在脱贫攻坚战中作出突出贡献，在2021年2月25日的全国脱贫攻坚总结表彰大会上，被授予“全国脱贫攻坚先进个人”荣誉称号。
2022年1月1日，当选为常德市人民政府副市长。在任期间，他主要负责常德市自然资源和规划、生态环境、住房和城乡建设（人民防空）、城市管理和综合执法的工作。分管市自然资源规划局、市生态环境局、市住建局（市人防办）、市城管执法局。也联系民建常德市委。2023年8月，辞去常德市人民政府副市长职务。

## 延伸阅读
- 郭碧勋. . CNKI.   [2022-03-17]. （原始内容存档于2019-05-23）.

| 中国共产党职务         | 中国共产党职务                                  | 中国共产党职务 |
| ---------------------- | ----------------------------------------------- | -------------- |
| 前任： 谭本仲          | 中国共产党石门县委员会书记 2020年8月－2022年1月 | 繼任： 邓碧波  |
| 中華人民共和國政府职务 |                                                 |                |
| 前任： 杨琦明          | 石门县人民政府县长 2013年4月－2020年8月         | 繼任： 邓碧波  |